# Nymphenburg
Nymphenburg je německý barokní zámek, ležící v západní části Mnichova, v městském obvodě Neuhausen-Nymphenburg. Patří k největším bývalým královským palácům v Evropě a v dnešní době je často navštěvován turisty. Součástí zámku, který byl letním sídlem rodu Wittelsbachů, je i rozsáhlý park, jedno z nejvýraznějších zahradních děl v Německu.

## Historie

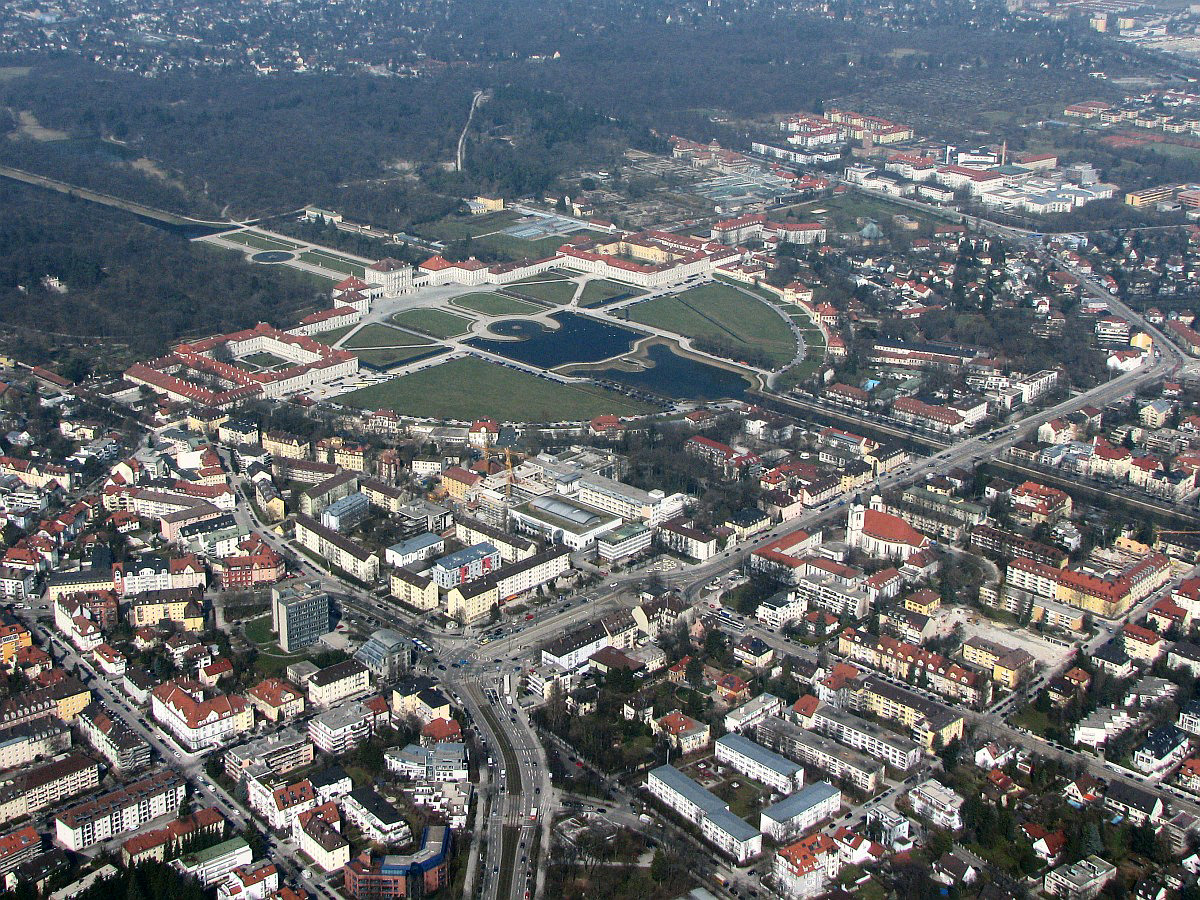
Palác Nymphenburg spolu s městským obvodem Neuhausen-Nymphenburg

S výstavbou paláce začal kurfiřt Ferdinand Maria Bavorský se svou ženou Jindřiškou Adélou Savojskou při příležitosti narození svého syna a následníka Maxmiliána II. Emanuela v roce 1664. Ústřední část budovy byla dokončena podle návrhu italského architekta Agostina Barelliho v roce 1675.
Se systematickým rozšiřováním zámku pokračoval od roku 1701 Maxmilián II. Emanuel, který nechal budovat severní a jižní křídla budovy. Na tomto projektu se podíleli architekti Enrico Zucalli a Giovanni Antonio Viscardi. Postupně byly přidávány další části paláce, jako například stáje a zámecká kaple. Během války o španělské dědictví byla stavba přerušena, protože v letech 1704 až 1715 byl nucen bavorský kurfiřt pobývat mimo svou vlast. Po jeho návratu se na stavbě pokračovalo podle návrhů dvorního architekta Josepha Effnera, a za vlády Karla VII. Bavorského (1726-1745) byla hlavní část prací dokončena.
Na zámku roku 1825 zemřel první bavorský král Maxmilián I. Josef, roku 1845 se zde narodil jeho pravnuk Ludvík II. Po revoluci v roce 1918 přešel palác do státního vlastnictví. Od roku 1968 je Nymphenburg přístupný veřejnosti, ale zároveň stále zůstává domovem rodu Wittelsbachů, bydlí zde potomek jeho zakladatelů – František Bavorský.
Impozantní je nejen zámecká zahrada, ale rovněž rozsáhlá sbírka barokních kočárů.